# Крагујевачка контразавера
Крагујевачка подофицирска контразавера је догађај који се десио у пролеће 1906. године у Крагујевцу. Милан Новаковић је октобра 1905. године отпуштен из затвора због организовања нишке официрске контразавере и основао је новински лист „За отаџбину“ који је објављиван илегално. У листу је Новаковић критиковао војску, јер је „она постала свемоћан фактор у држави, уништавајући сваки ауторитет одговорних чинилаца“. Лист је стекао велику популарност у крагујевачком гарнизону, чији су официри били огорчени пуковником Степом Степановићем, јер је „оштро кажњавао оне који су вршили све преправке на униформи“. Такође је одбио и захтев подофицира да им се дозволи отварање подофицирске мензе и читаонице и наредио је да се подофицири хране са војницима као што је до тада био случај.
Огорчени оваквим поступањем Степановића, око тридесетак подофицира крагујевачког гарнизона одржало је 25. марта 1906. године састанак на Становљанском пољу, истом месту где је 1877. године избила Тополска буна. На састанку је сакупљен добровољни прилог за лист „За отаџбину“. Такође је одлучено да се формира одбор који ће да испитује мишљење официра о покрету. Сретен Средојевић је био задужен да однесе прилог Милану Новаковићу за лист, а истовремено да ступи у контакт са пензионисаним пуковницима Живојином Мишићем и Милошем Васићем, као и са артиљериским капетаном Војином Максимовићем. Вративши се из Београда, Средојевић подноси извештај у коме говори да је успешно ступио у контакт са пуковницима, као и да је београдски гарнизон уз Милана Новаковића.
На адресу појединих подофицира стигао проглас у коме стоји да 1. маја на Празник рада, подофицири заједно са социјалистима преузму без крвопролића пошту, телеграф и железничку станицу, као и да ухапсе команданта дивизије а да се на његово место постави противник режима. Затим би требало да се што пре крене за Београд, где ће се састати са подофицирима нишког, ваљевског и крушевачког гарнизона.
Међутим завера је откривена 30. априла 1906. и увече су ухапшена четири официра и 27 подофицира. Било би много више хапшења да министар војни генерал Радомир Путник није послао телеграф Степановићу „да преузета хапшења не пређу жељене размере“. Ухапшенима је судио Велики војни суд и сви оптужени су добили дугогодишње затворске казне. Милан Новаковић није ухапшен, јер га нико није издао. Новаковић је и даље уређивао лист „За отаџбину“, све док га београдска полиција није ухапсила наводно због крађе матрица. После непуних месец дана је убијен у затвору са цимером у исценираној затворској пуцњави.